# 北泉ヶ岳
北泉ヶ岳（きたいずみがたけ）は、宮城県仙台市泉区の北西部に位置し、宮城県立自然公園船形連峰内にある標高1,253mの山である。

## 概要

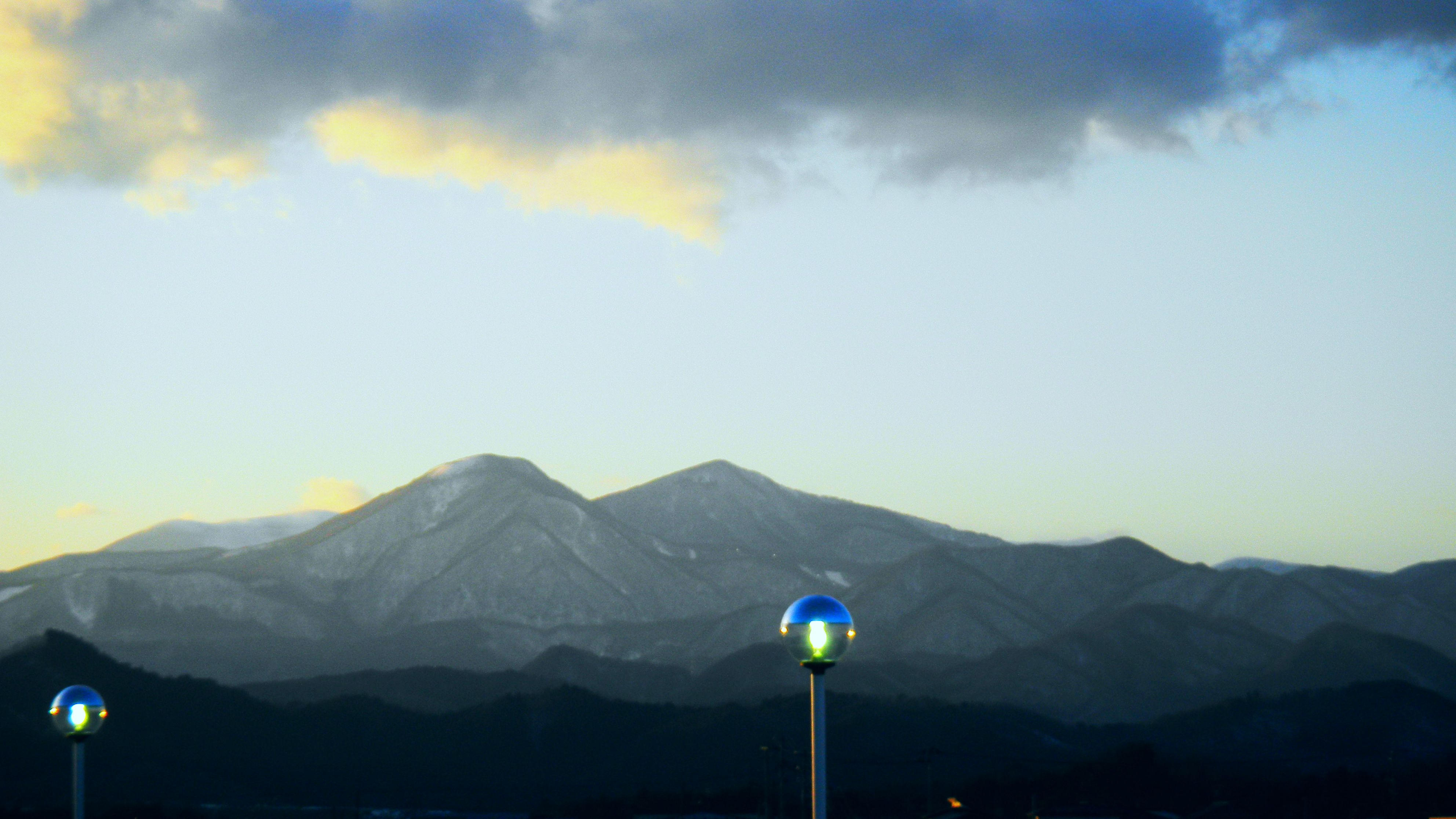
東南東から望む泉ヶ岳（左）と北泉ヶ岳（右）

泉ヶ岳より約2km北西に位置し、およそ78m高い。船形連峰に属する火山で全山原生林に覆われており、円錐形で遠くから観ると頂上付近の確認が容易。泉ヶ岳より大きく目立つ山だが、知名度、登山者の数は泉ヶ岳に譲る。仙台近辺から見ると泉ヶ岳と北泉ヶ岳は双子の山のようなセットで目にするのが常だが、ハイキング感覚での登攀も可能な泉ヶ岳の賑わいに比べれば、北泉ヶ岳は登山する者も少ない。

## アクセス
- 泉ヶ岳と北泉ヶ岳と船形山は縦走可能なので、大きく分けて、泉ヶ岳からのコースと船形山からの2つのコース[2]、及び桑沼からのコース[3]の3つがある。